# Danuta Szaflarska
Danuta Szaflarska (pronunție în poloneză [daˈnuta ʂafˈlaɾska]; nume real Zofia Danuta Szaflarska, pseudonim: Młynarzówna, n. 6 februarie 1915, Piwniczna-Zdrój, voievodatul Polonia Mică, Polonia – d. 19 februarie 2017, Varșovia, Polonia) a fost o actriță de film și teatru poloneză care a jucat în peste 40 de roluri cinematografice și peste 80 de roluri în teatru. În 2008, a primit premiul Złota Kaczka pentru cea mai bună actriță poloneză a secolului.
Szaflarska a participat la Revolta de la Varșovia ca agent de legătură. Szaflarska a fost decorată cu Ordinul Polonia Restituta, Crucea de Comandor și Crucea de Comandor cu Stea, unul dintre cele mai înalte ordine ale Poloniei, precum și cuMedalia de Aur Gloria Artis (2007).
A jucat în Teatrul de Televiziune (Teatr Telewizji), în piese radiofonice ale Teatrului Radio Polonez (Teatr Polskiego Radia), în seriale de televiziune și a dublat, de asemenea, filme străine. Și-a început cariera de actriță în septembrie 1939 și a încheiat-o în noiembrie 2016, la vârsta de 101 ani. A fost actrița poloneză cu cea mai lungă experiență și cu cea mai longevivă activitate. A jucat în filme precum: Cântece interzise (Zakazane piosenki, 1946), Comoara (1948), Adio Mariei (Pożegnanie z Marią, 1991), Diavoli, diavoli (Diabły, diabły, 1991), E timpul să mor (Pora umierać, 2007).

## Biografie și carieră
Szaflarska s-a născut în Kosarzyska, Piwniczna-Zdrój (în Galicia, Austro-Ungaria, acum Polonia). 
În 1939 a absolvit Institutul de Stat de Artă Teatrală (Państwowy Instytut Sztuki Teatralnej) din Varșovia, iar în același an – după izbucnirea celui de-Al Doilea Război Mondial – și-a făcut debutul pe scenă la Teatrul Pohulanka din Vilnius, la 14 septembrie 1939, ca Pernette în piesa Szczęśliwe dni de Claude-André Puget în regia lui Bronisław Dąbrowski. În timpul următoarei reprezentații, la 17 septembrie, ziua invaziei URSS a Poloniei, în teatrul din Vilnius s-au auzit șuieratul gloanțelor și vuietul artileriei sovietice. Publicul îngrozit a părăsit sala, dar actorii au terminat spectacolul, urmând principiul lui Zelwerowicz: Nu întrerupe niciodată spectacolul!
Pe parcursul a doi ani, a interpretat la Vilnius aproximativ 20 de roluri diferite, de la clasice la comedii de moravuri. Ea a jucat, printre altele: un înger în piesa Pastorală de Leon Schiller (regia Stanisława Perzanowska) și Marynia în piesa Klub Bachelorów de Michał Bałucki⁠(d) (regia Michał Melina).
După atacul german asupra URSS în 1941, s-a întors de la Vilnius la Varșovia. Nu a vrut să joace în teatre care funcționau cu acordul ocupantului, dar a jucat în teatre clandestine (1942–1943), punând în scenă piese în secret în apartamente private și în Teatrul Frontului Armatei Teritoriale (1943–1945). Teatrul clandestin a fost inițiat de Bohdan Korzeniewski și regizat de Leon Schiller și Edmund Wierciński. Teatrul Frontului Armatei de Interne a fost condus de Józef Wyszomirski. A participat la Revolta din Varșovia ca agent de legătură.
Sub pseudonimul „Młynarzówna”, a participat la Revolta din Varșovia din 1944 ca aghiotantă a lui Jan Ciecierski, pseudonimul „Rosen”. În prima noapte a revoltei, a construit baricade în Śródmieście, dar a doua zi, după ce germanii au ocupat zona, a trebuit să fugă împreună cu mama ei, fiica ei de un an și soțul ei, Jan Ekier. A cântat sub numele fictiv „Danuta Nowak” la concerte pentru insurgenți și civili, la care au participat și Mira Zimińska⁠(d), Irena Kwiatkowska⁠(d), Mieczysław Fogg și alții. După revoltă, ea a părăsit orașul distrus, mergând mai întâi la lagărul de tranzit din Pruszków, iar de acolo la Cracovia.

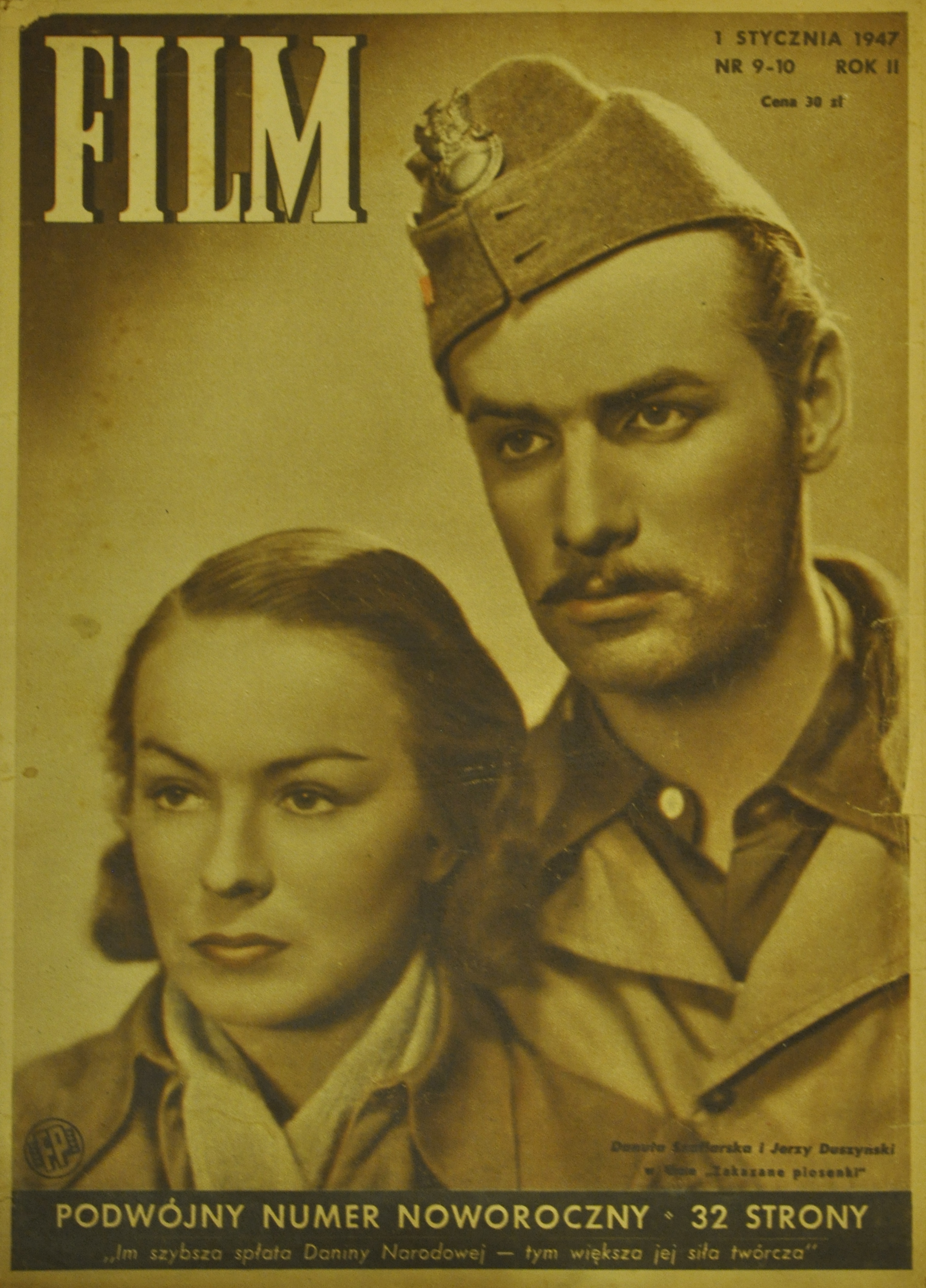
Film nr. 09-10 cu Danuta Szaflarska și Jerzy Duszyński pe copertă

După război, a jucat timp de un an la Teatrul Vechi (Narodowy Stary Teatr im. Heleny Modrzejewskiej), apoi la Teatrul de Cameră Casa Soldaților din Łódź. În 1946, a participat la producția primului film polonez de lung metraj postbelic, Cântece interzise, regizat de Leonard Buczkowski, care a comemorat creativitatea muzicală antigermană și partizană a locuitorilor Varșoviei în timpul ocupației. Ea a interpretat rolul feminin principal – Halina Tokarska, o tânără din Varșovia activă într-o organizație clandestină. Chiar înainte de finalizarea filmărilor pentru Cântece interzise, a apărut pe coperta revistei Film, nr. 09-10, alături de Jerzy Duszyński. Bugetul filmului nu a fost mare, condițiile de muncă au fost dificile, iar filmul nu a fost inițial conceput ca o producție de lungmetraj. Actrița a apărut pe platourile de filmare îmbrăcată în propria rochie, singura pe care a purtat-o prin oraș, pentru că nu avea alta. Filmul, care a avut premiera la 8 ianuarie 1947, s-a bucurat de o mare popularitate, iar versiunea sa ulterioară, care a pus accentul mai mult pe ororile războiului, a fost lansată în anul următor, devenind un film preferat al publicului polonez din acea vreme. Rolul din Cântece interzise i-a adus un mare succes și Danutei Szaflarska.
În anii 1940, a fost considerată cea mai iubită persoană din cinematografia poloneză. În deceniile următoare a fost cunoscută în principal pentru rolurile sale comice în piese puse în scenă de teatrele din Varșovia (Teatrul Współczesny, Teatrul Național, Teatrul Dramatyczny, Teatrul Rozmaitości). Ea a fost redescoperită în cinematografie în anii 1990. Atât criticii, cât și telespectatorii i-au apreciat personalitatea și temperamentul. A fost onorată și premiată de nenumărate ori. A fost decorată cu Ordinul Polonia Restituta, Crucea de Comandor și Crucea de Comandor cu Stea și cu Medalia de Aur Gloria Artis (2007).
S-a căsătorit cu primul ei soț, Jan Ekier⁠(d), pianist, în 1942. Au avut o fiică, Maria. Cuplul a divorțat. Al doilea soț al său, Janusz Kilański, a fost crainic radio. El a fost tatăl celei de-a doua fiice a Szaflarskai, Agnieszka. Kilański și Szaflarska, de asemenea, au divorțat.

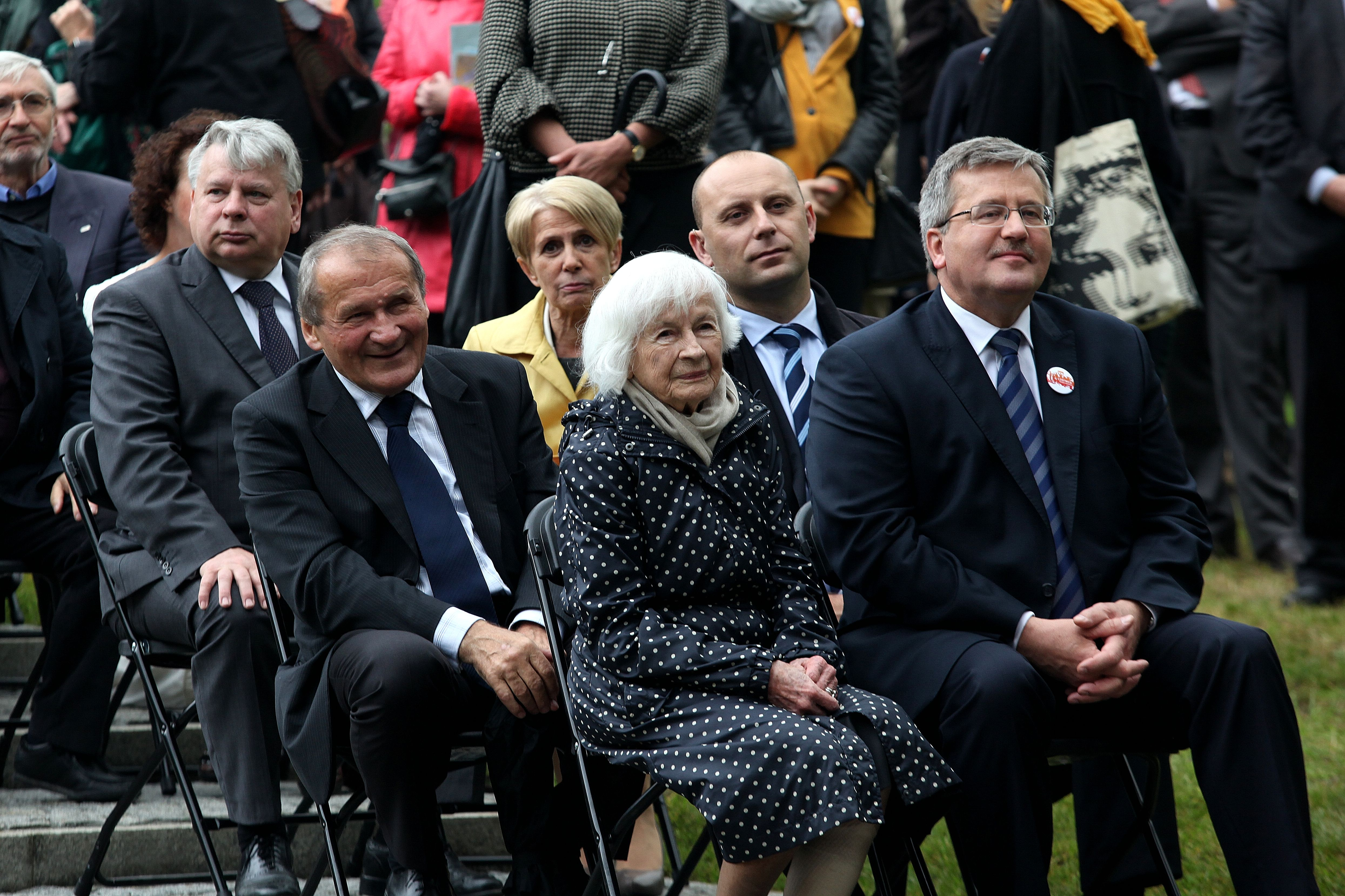
Szaflarska și președintele Poloniei Bronisław Komorowski la dezvelirea monumentului la Varșovia (2012)

Szaflarska a împlinit 100 de ani în februarie 2015.
A fost o actriță a Teatrului Rozmaitości din Varșovia, specializată în dramaturgie modernă și progresivă, iar în ultimii săi ani (până în 2016) a apărut în patru piese diferite în acest teatru.

## Filmografie
- 1946: Dwie godziny
- 1946: Zakazane piosenki⁠(d)
- 1948: Comoara (Skarb) – Krysia Różycka-Konar
- 1951: Premiera varșoviană — contesa Krystyna
- 1953: Domek z kart
- 1956: Zemsta
- 1961: Dziś w nocy umrze miasto
- 1961: Ludzie z pociągu
- 1962: The Impossible Goodbye⁠(d)
- 1962: Głos z tamtego świata
- 1967: To jest twój nowy syn
- 1971: Pan Samochodzik i templariusze (serial TV)
- 1977: Lalka (serial TV)
- 1978: Morții fac umbră (Umarli rzucają cień) — „Mamusia”, văduva unui vechi activist de partid, gazda întâlnirilor conspirative
- 1978: Wsteczny bieg
- 1980: The Green Bird⁠(d)
- 1982: Valley of the Issa
- 1984: 5 dni z życia emeryta
- 1986: Pokój dziecinny
- 1989: Babisia
- 1990: Korczak
- 1991: Diabły, diabły
- 1991: Skarga⁠(d)
- 1993: Pajęczarki
- 1993: Pożegnanie z Marią
- 1994: Faustyna
- 1995: Świt na opak
- 1996: Spóźniona podróż
- 1997: Księga wielkich życzeń
- 1998: Nic
- 1998: Siedlisko (serial TV)
- 1999: Alchemik i dziewica
- 1999: Egzekutor
- 1999: Palce lizać (serial TV)
- 1999: The Junction
- 1999: Tydzień z życia mężczyzny
- 2000: Nieznana opowieść wigilijna
- 2000: Żółty szalik
- 2001: Listy miłosne
- 2001: The Spring to Come
- 2002: The Spring to Come (serial TV)
- 2003: Królowa chmur
- 2004: Czwarta władza
- 2007: Ranczo Wilkowyje
- 2007: E timpul să mor (Pora umierać)
- 2008: How Much Does the Trojan Horse Weigh? (Ile wazy kon trojanski?)[25][26]
- 2008: Încă nu este seară (Jeszcze nie wieczór)[27]
- 2009: Ostatnia akcja
- 2009: Janosik: O poveste adevărată (Janosik. Prawdziwa historia)
- 2010: Mała matura 1947
- 2012: Rămășițe (Pokłosie)[28][29]
- 2014: Między nami dobrze jest
- 2015: Mama mea și alți țăcăniți din familie[30]

### Dublaj în poloneză
- 1949: Spotkanie nad Łabą .... Janet Sherwood
- 1950: Rada bogów
- 1951: Śmiech w raju
- 1955: Czarna teczka .... Yvonne
- 1955: Pamiętnik majora Thompsona
- 1955: Doamna și Vagabondul
- 1956: Marynarzu, strzeż się
- 1962: Próba terroru
- 1962: Wspaniały Red
- 1962: Trzy plus dwa
- 1962: Julio, jesteś czarująca .... Julia
- 1963: Miecz i waga
- 1967: Kobiety nie bij nawet kwiatem
- 1968: Nie do obrony
- 1970: Zerwanie
- 1970: Trup w każdej szafie .... Sabrina
- 1971: Elizabeth R⁠(d) .... Kat Ashley⁠(d)
- 1991: Hook .... Wendy Darling⁠(d)
- 1994: Viața la țară .... Moud
- 2006: Karol, Papa care a rămas om .... Maica Teresa
- 2007: Magie în New York .... Narator